# Der lachende Tod
Der lachende Tod ist ein deutscher Kriminal-Stummfilm aus dem Jahr 1918 von William Kahn.

## Handlung
Irgendwo in den Niederlanden. Graf Pieter van Looz kehrt nach langer Zeit der Abwesenheit auf sein Gut Schloss Alkmaar heim und erlebt vor Ort gleich eine böse Überraschung: schon beim ersten Begehen seiner Palasträume findet er einen Zettel, auf dem eine unmissverständliche Warnung steht: Er möge schnell wieder aus dem Gemäuer verschwinden, sonst würde ihm etwas Schreckliches zustoßen. Pieter nimmt dies nicht sonderlich ernst, stößt dann aber wenig später beim Diner unter seiner Serviette gleich auf die zweite Warnung. Dabei beobachtet der Graf, dass einer der Diener einen ebensolchen Zettel in der Zigarrenkiste deponiert. Der Schlossherr stellt seinen Lakaien zur Rede, worauf dieser bekennt, dass er es nur gut mit ihm, Graf Pieter, gemeint habe. Denn bislang seien alle Vorbesitzer des alten Gemäuers an dem „lachenden Tod“ gestorben, wie er den Suizid poetisch umschreibt. Über die Gründe habe er nie etwas herausfinden können. In der darauf folgenden Nacht erscheint der Graf in der Gesindestube und fragt verstört das Personal, ob sich jemand von ihnen in seinen Gemächern aufgehalten habe. Die Polizei wird eingeschaltet, doch auch die kann nicht verhindern, dass eine weitere Nacht später nunmehr auch Graf Pieter Opfer der unheimlichen Todesserie wird: man findet ihn leblos im Schlossteich.
Ein klarer Fall für die Spürnase Rat Arnheim, die vom neuen Besitzer, Graf Henrik, gerufen wird. Doch nur kurze Zeit später wird der Rat wieder abberufen, da er dienstlich nach Brüssel verreisen müsse. Henrik gibt sich beruhigt; er versichert Arnheim, dass er schon auf sich selbst Acht geben könne. Nach fünf Tagen muss der Rat in Brüssel die Meldung lesen, dass auch Graf Henrik der „lachende Tod“ ereilt und der neue Schlossherr sich das Leben genommen hätte. Nun eilt Arnheim sofort zum Schloss zurück, damit der neue Besitzer, Graf Hugo, nicht auch noch dem „lachenden Tod“ anheimfallen werde. In den Tagebuchunterlagen des letzten Schlossbesitzers Henrik erkennt der Rat, dass der Aristokrat vom Wahnsinn befallen worden sein muss, denn er schrieb von merkwürdigen Geistererscheinungen. Hugo ist bestürzt, hat er doch genau dieselben Erscheinungen leibhaftig vergangene Nacht erlebt. Um den Dingen auf den Grund zu gehen, springt Rat Arnheim für Graf Hugo ein und übernimmt in der kommenden Nacht dessen Position. Und tatsächlich: Auch er wird von geisterhaften Erscheinungen heimgesucht, die ihn an seinem Verstand zweifeln lassen. Er zückt seinen Revolver und schießt auf das Wesen, doch die Kugel prallt ab und verletzt Rat Arnheim am rechten Arm.
Nachforschungen am darauf folgenden Tag ergeben, dass sich seit langer Zeit ein Ring der berüchtigten Lucrezia Borgia im Besitz der gräflichen Familie Alkmaar befindet, auf dem offensichtlich ein schrecklicher Fluch liegen müsse. Doch belegen nähere Untersuchungen, dass die Ableben im Zusammenhang mit dem Ring der Borgia sehr viel irdischere Gründe haben: Der Ring birgt ein todbringendes Gift, das jedem Träger dieses Schmuckstücks durch eine äußerst feine Nadel subkutan injiziert wird und nach ersten Wahnvorstellungen unweigerlich zum Ableben des Ringträgers führt. Das Rätsel der seltsamen Todesfälle auf Schloss Alkmaar ist hiermit gelöst.

## Produktionsnotizen
Der lachende Tod ist ein Detektivfilm aus der Rat-Arnheim-Reihe mit Carl Auen in der Hauptrolle. Er entstand im Frühling 1918, passierte im Juni desselben Jahres die Zensur und wurde am 15. September 1918 in Berlins Marmorhaus uraufgeführt. Die Länge des Fünfakters betrug 1579 Meter.
Die Filmbauten entwarf Willi A. Herrmann.